# Nicolás Crovetto
Nicolás Ignacio Crovetto Aqueveque (Coquimbo, 15 de março de 1986) é um futebolista chileno que defende o Colo-Colo.